# Onthophagus quadridentatus
Onthophagus quadridentatus là một loài bọ cánh cứng trong họ Bọ hung (Scarabaeidae).